# Hermosillo (comune)
Hermosillo è una municipalità dello stato di Sonora nel Messico settentrionale, il cui capoluogo è la località omonima.
Conta 884.273 abitanti (2010) e ha una estensione di 15.720,35 km².